# Bipédie humaine
La bipédie humaine est une bipédie permanente caractéristique d'Homo sapiens et d'autres Hominina fossiles. Plus généralement, différentes formes de bipédie, usuelle ou intermittente, caractérisent la lignée humaine depuis sa séparation de celle des chimpanzés, sans qu'on en connaisse encore aujourd'hui l'évolution précise ni l'origine évolutive.

## Homo sapiens

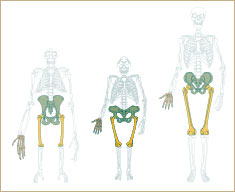
Évolution de la hanche et du fémur entre les grands singes (gauche), l'australopithèque (centre) et l'homme (droite).

La bipédie exclusive impose des contraintes mécaniques que l'on retrouve enregistrées dans le squelette comme le suggère la médecine évolutionniste : bassin court, large et évasé où s'insèrent des muscles fessiers puissants qui favorisent la station debout (en) ; long pied propulsif à surface tibio-talaire développée, à hallux plus fort et parallèle aux quatre autres orteils courts adaptés à la course, avec double voûte plantaire ; os des membres inférieurs plus développés que ceux des membres supérieurs et verrouillés en hyperextension, assurant la bipédie permanente ; inclinaison du fémur par rapport au plan perpendiculaire à celui du genou ; apparition d'une taille qui rend indépendants les deux blocs tronc/bassin et d'un fémur incliné favorisant la stabilisation ; position très avancée du trou occipital sous le crâne qui permet à la tête d'être en équilibre au sommet de la colonne vertébrale présentant quatre courbures.
La biologiste de l'évolution Christine Tardieu, spécialiste de morphologie fonctionnelle et biomécanique, indique que la lignée humaine est devenue bipède par différentes adaptations : migration du trou occipital, en arrière de la tête dans le prolongement de la colonne vertébrale chez les quadrupèdes, vers le centre, sous le crâne ; colonne vertébrale avec quatre courbures spécifiques ; verticalité en compression de la colonne vertébrale, expliquant le tassement dans la journée (de 0,5 à 3 cm), avec comme conséquences les pathologies du rachis (lombalgies, sciatique, cruralgie, méralgie), qui concernent environ 50 % de la population humaine, ses déformations (scoliose, cyphose, hyperlordose) ou les névralgies cervicobrachiales ; raccourcissement et élargissement du bassin à l'origine de la disproportion fœto-pelvienne ; perte de la capacité préhensile du pied (l'hallux reste aligné chez le fœtus humain, ce phénomène est appelé pédomorphose).

## Homininae
Les Primates ont des pieds préhensiles. L'hallux devient opposé aux autres orteils par migration proximale au cours de la croissance fœtale.
Selon la paléoprimatologue française Brigitte Senut, certains chercheurs remettent en cause « la bipédie comme caractéristique des Hominina sous prétexte qu'elle est largement répandue, mais ils font une confusion entre bipédie de posture et bipédie de locomotion. Même si le chimpanzé et le bonobo peuvent se déplacer occasionnellement sur deux pattes, la morphologie de leur fémur n'est pas une morphologie humaine : elle reste celle d'un grand singe sans modification liée à la bipédie permanente. Il faut distinguer la bipédie humaine actuelle permanente des bipédies non humaines ou des bipédies humaines primitives, qui ont les mêmes contraintes osseuses lors de la marche terrestre sur les deux pattes arrières ».
Les premiers homininés pratiquent une forme de bipédie occasionnelle dans les arbres, que l'on appelle la posture orthograde.
En 2019, la découverte en Allemagne d'une espèce fossile d'homininés dénommée Danuvius guggenmosi a fait remonter la première forme de bipédie connue à 11,6 Ma (Miocène moyen),.

## Hominina
La date de la séparation entre la lignée des chimpanzés et celle des Hominina reste controversée, entre 10 et 6 millions d'années. Peu de fossiles de cette période ont été mis au jour.
La bipédie s'est affirmée bien avant le développement de notre cerveau et l’usage d'outils,. Des fossiles d'australopithèques datant de 3,5 millions d'années montrent une bipédie déjà avancée, alors que Sahelanthropus tchadensis a probablement marché sur ses deux jambes il y a 7 millions d'années.
Kadanuumuu, daté de 3,58 millions d'années, découvert en 2005 dans le Bas-Awash, en Éthiopie, par l'équipe du paléoanthropologue éthiopien Yohannes Haile-Selassie, figure parmi les plus anciens spécimens fossiles connus de l'espèce Australopithecus afarensis. Les ossements post-crâniens trouvés montrent une bipédie déjà très avancée.
La basse vallée de l'Awash, dans l'Afar, est la région où fut découverte en 1974 la célèbre Lucy, datée de 3,18 millions d'années. Ce lieu a été inondé il y a 7 Ma, devenant la mer d'Afar. On a retrouvé avec Lucy des fossiles de crocodiles, de tortues de mer et de pinces de crabes, le tout au bord d'une plaine inondable près de ce qui à l'époque était la côte de l'Afrique. Les habitants se seraient retrouvés soudainement dans des environnements semi-aquatiques variés : forêts inondées, marais, mangroves, lagons, etc.
En 2011, une étude 3D sur des traces de pas datées de 3,66 Ma découvertes sur le site de Laetoli, en Tanzanie, suggère une bipédie bien affirmée des auteurs des empreintes.
Des études montrent que le dimorphisme sexuel des vertèbres lombaires d'Homo sapiens se retrouve chez d'anciens Hominina comme Australopithecus africanus. Ce dimorphisme a été analysé comme une adaptation des femelles bipèdes pour mieux supporter la charge durant la grossesse,,.

## Origine de la bipédie humaine
Il y a au moins douze hypothèses différentes pour expliquer comment la bipédie s'est développée chez nos ancêtres. Ces différentes hypothèses ne sont pas nécessairement exclusives les unes des autres : différentes pressions sélectives ont pu favoriser le développement de la bipédie humaine.
L'Homme est devenu par la suite un chasseur performant grâce à son endurance à la course, lui permettant notamment de pratiquer la chasse à l'épuisement. Mais il est important de distinguer l'adaptation à la marche bipède de l’adaptation à la course, qui s'est produite plus tardivement.

### Hypothèse de la bipédie acquise dans les arbres
Certains chercheurs proposent que la bipédie soit une exaptation. En effet, le répertoire locomoteur des grands singes, sélectionné pour la suspension sous les branches et le grimper vertical le long d'un tronc d'arbre, admet un autre type de locomotion occasionnel : l'orthogradie,. La bipédie arboricole fait partie depuis plus de 15 Ma du répertoire locomoteur des grands singes, qui se suspendent et grimpent verticalement le long des troncs d'arbres et des grosses branches. Par la suite, cette aptitude se serait révélée avantageuse en milieu ouvert ou semi-aquatique et aurait été favorisée par les processus de sélection. Elle se serait ensuite progressivement perfectionnée pour gagner en efficacité.
Les chimpanzés (Pan troglodytes), qui passent moins de 2 % de leur temps debout à l'âge adulte, le font principalement dans les arbres pour se nourrir, selon une étude réalisée par Kevin Hunt et publiée dans les années 1990 (61 % des bipédies sont arboricoles et 39 % sont terrestres). Ces observations ont par la suite été confortées par l'étude de Craig Stanford qui observa un grand nombre de comportements bipèdes dans un contexte arboricole chez les chimpanzés vivants dans la « forêt impénétrable de Bwindi » en Ouganda. Par ailleurs, d'autres études ont également montré cette tendance chez d'autres espèces de primates, et notamment chez l'orang-outan qui pratique une quantité importante de bipédie dans les arbres (7,3 % de l'ensemble de son répertoire locomoteur). Dans ce contexte, l'équipe anglaise de Susannah Thorpe et Robin Compton a proposé que la bipédie humaine pourrait découler d'une bipédie initialement adaptée pour la vie dans les arbres. En effet, la bipédie arboricole permet à l'orang-outan d'accéder aux branches plus flexibles dans les arbres (où se trouve de la nourriture). De plus, ces animaux réagissent à cette flexibilité du substrat en augmentant l'extension du genou et de la hanche (soit une forme de bipédie plus proche de celle de l'homme), alors que les primates non-humains pratiquent généralement une bipédie fléchie (appelée « bent-hip, bent-knee »).
Notons cependant que ces bipédies arboricoles sont principalement des bipédies assistées, c'est-à-dire avec les bras favorisant grandement le maintien de l'équilibre. On est donc bien loin de la bipédie terrestre dont le maintien est le résultat de processus dynamiques dont les accélérations et décélérations des segments corporels au niveau des articulations compromettent la stabilité dans les trois dimensions.

### Hypothèse de la savane
L'hypothèse de la savane originelle a longtemps été la théorie la plus couramment acceptée et enseignée. On la relie souvent à celle de la Main Outil.
L'ancêtre de l'homme aurait appris à marcher parce que la forêt reculait au profit de la savane (théorie de l'East Side Story) dans l'Afrique de l'Est. Mis à part le fait qu'il n'y aurait plus eu d'arbres sur lesquels grimper, la station debout aurait alors eu de multiples avantages :
- surveillance du territoire au-dessus des hautes herbes ;
- meilleure régulation de la température du corps, la position debout présentant moins de surface au soleil et plus de surface au vent ;
- absence de pilosité aidant à la régulation de la température (moins de couverture pour le corps) ;
- transport d'outils et/ou armes, imposé par le nomadisme de la vie de savane (Hypothèse de la Main Outil) : la mâchoire chez l'homme ne suffit plus à transporter la nourriture et à la mettre à l'abri comme chez certains félins.

Certains arguments ont été avancés contre cette théorie : si les traits distinctifs des humains viennent de l'adaptation à la savane, on devrait trouver au moins certaines de ces adaptations chez d'autres mammifères de la savane. Cependant, on n'en retrouve aucune parmi ceux-là, même chez les autres descendants d'ancêtres communs, comme les vervets, les babouins ou d'autres. Aucun autre animal de la savane n'a évolué vers une absence de pilosité permettant de réguler sa température : les poils fournissent au contraire une protection contre le soleil. Ils sont essentiels pour les primates quel que soit leur environnement : les jeunes en bas âge s'accrochent à eux pendant que leur mère vaque à ses occupations.
Une autre objection est que la position debout en zone découverte expose davantage à d'éventuels prédateurs et que la taille des premiers homininés ne dépasse pas celle des herbes de la savane.
L'hypothèse populaire de la savane originelle (East Side Story) qui aurait favorisé la naissance de la bipédie, est désormais abandonnée : la découverte d’Ardipithecus ramidus en 1994 et d’Orrorin tugenensis en 2000 suggère que la bipédie est née dans des environnements boisés au sein de paysages mosaïques.

### Hypothèse de la perte du pelage
Selon Emmanuelle Bessot, auteure du roman "Celui-qui-doute", la bipédie n'a jamais été un choix délibéré (elle rend au contraire le groupe plus vulnérable) mais serait le résultat d'une modification anatomique précise : la perte du pelage.
C'est en effet grâce au pelage que le nouveau-né peut s’accrocher à sa mère. Sans cela, il ne peut se maintenir et risque de chuter. Une mère privée de fourrure n'a donc pas d'autre choix que de descendre à terre pour éviter un accident mortel. Cependant, même au sol, le petit ne tient pas davantage et la guenon pour le garder contre elle doit le soutenir, ce qui l'oblige à mobiliser au moins l'une de ses mains.
Or dans cette position, il est plus facile de se déplacer sur deux jambes que sur trois, ce qui l'incite à se redresser et à marcher.
La bipédie ne serait donc pas « le résultat d’une adaptation naturelle, mais d’une nécessité, celle de libérer la main pendant la locomotion pour soutenir contre soi un petit être immature qui n’a plus la possibilité de s’accrocher lui-même efficacement. Ce n’est pas la bipédie qui a permis la libération de la main, mais au contraire la nécessité de libérer la main qui a imposé la bipédie. »
Plus tard, lorsque les petits commencent à s’éloigner de leur mère, ils adoptent à leur tour la bipédie, par simple imitation, au moins de manière transitoire, comme les Chimpanzés actuels élevés par des humains. À chaque nouveau degré de filiation, l’apprentissage de la marche se fait un peu plus naturellement et le jeune (sans pour autant renoncer à ses habitudes arboricoles qui lui assurent le gîte, le couvert et la sécurité) développe une propension de plus en plus marquée pour la bipédie.
Il s'avère qu'à la naissance, le trou occipital du bébé Chimpanzé est similaire à celui de l’Homme et plus avancé que chez ses congénères adultes. C’est seulement vers trois ans, quand le petit, sevré, commence à s’éloigner de sa mère et adopte la position semi-dressée des singes arboricoles que le point d’insertion à la base du crâne se déplace, du fait de l’inclinaison de la colonne vertébrale par rapport au crâne, et se resserre vers l’arrière. Ce déplacement est irréversible : une fois adulte, le primate n’a plus la possibilité d’être bipède. Tout se joue donc dans l’enfance. En d'autres termes, si les jeunes continuent à marcher debout après leur sevrage, leur tête reste en aplomb au-dessus de la colonne vertébrale et le trou occipital est maintenu dans sa position juvénile.

Selon l'auteure, l'histoire de l'Homme aurait commencé il y a environ huit millions d'années, en Afrique occidentale, lorsqu'un primate (ancêtre commun à l'Homme, au Bonobo et au Chimpanzé) aurait perdu son poil, mais la bipédie n'a pu s'imposer que si cette perte du pelage s'est maintenue dans le temps. 
D'abord localisée à un clan ou à une zone géographique, cette anomalie aurait peu à peu irradié sur le continent africain, notamment en raison de l'évitement de l'inceste pratiqué au sein de ces populations, puisque la plupart des jeunes femelles à la puberté quittent leur famille pour rejoindre un autre groupe de primates apparentés.
Au premier stade de l'évolution, l'acquisition de la bipédie a pour effet de modifier progressivement l'anatomie de l'ancêtre nu  : son cerveau se développe, sa taille s’élève, ses os et ses caractéristiques faciales, dentaires, pelviennes évoluent en conséquence. En ce sens, la théorie d'E.Bessot s’inscrit dans l’héritage d’André Leroi-Gourhan, l’un des précurseurs à soutenir que l’humanité a « commencé par les pieds », c'est-à-dire que le développement du cerveau est consécutif à l'acquisition de la bipédie et non le contraire. Cependant, son génome est toujours identique à celui de ses congénères des clans voisins. Il continue d'occuper la même niche écologique sous le couvert forestier et communique avec eux par des cris et des gestes qui leur sont compréhensibles. Tant qu'il en sera ainsi, l’attirance entre glabres et velus sera naturelle et leur union féconde.
Ainsi, tout en évoluant de son côté, l'ancêtre nu essaime dans les groupes avoisinant son territoire tout un patchwork de caractères plus ou moins évolués. Notons que cette exogamie a une importance capitale sur le plan de l’hérédité car elle permet de brasser et de recombiner constamment le potentiel génétique des individus ; elle diffère la fixation de caractères spécifiques qui pourraient rendre infertile une union mixte, et de ce fait contribue à entretenir un large panel de sous-espèces au sein d’une même population.
Pendant des millénaires, une grande nation interféconde aurait ainsi prospéré sur tout l'ouest africain, tout en restant dissimulé sous le couvert forestier.
Après l'effondrement de la Rift Valley, les métissages ont pu se faire plus épisodiquement à l'est, à la faveur de modifications dans le paysage. Ces déplacements se seraient opérés périodiquement, parfois lors d’une extension vers l’est de la forêt équatoriale et sous le couvert de celle-ci ; parfois lors de périodes de sécheresse, lorsque les fruits se font plus rares et que la faim pousse des primates hors de leur zone de confort. Les clans de l’Est se seraient alors mêlés à différents stades de leur évolution à leurs cousins de l'Ouest. Pour cette raison, l’évolution des hybrides à l’est du Rift se serait plutôt produite par paliers, alternant entre de longues périodes stables, qui permettent une lente adaptation aux variations climatiques et alimentaires, et des métissages ponctuels qui entraînent des modifications physiques fulgurantes.
Ces hybridations se serait produites jusqu’à ce qu’une mutation génétique sépare finalement les sous-espèces en espèces distinctes, et seraient ainsi à l'origine d'une descendance buissonnante, aux caractères anatomiques d’autant plus composites qu’ils ne sont pas seulement le résultat de leur héritage génétique, mais également celui de leur adaptation à leur environnement et/ou à leur alimentation.
Cette théorie rejoint l'idée d'évolution buissonnante soutenue par Pascal Picq, qui considère que l'évolution humaine ne suit pas une ligne droite, mais plutôt une succession de branches qui se croisent, se séparent et se rejoignent. De fait, les dernières découvertes paléoanthropologiques montrent une grande diversité de formes humaines préhistoriques, notamment dans la période où l'ancêtre de l'Homme évoqué par E.Bessot aurait vécu, et accréditent sa théorie.

### Hypothèse du relief
Les ancêtres de l'homme vivant au Pliocène dans la vallée du Grand Rift, caractérisé par son relief accidenté (colline, falaise, montagne, gorge) qui offre de nouveaux abris et des pièges naturels pour les proies, auraient pu renoncer à l’arboricolisme et adopter la marche bipède pour escalader ces reliefs, utilisant une ou deux mains pour se stabiliser : c'est la théorie du relief.
Plusieurs objections peuvent être opposées à cette théorie : elle ne se limite qu'à la vallée du Grand Rift alors que de tels reliefs accidentés sont plutôt rares ; des hominines plus anciens comme Toumaï (7 Ma) et Orrorin tugenensis (6 Ma) ont déjà une pratique de la bipédie.

### Hypothèse de l'alimentation en position accroupie
Cette théorie a été défendue en 2003 par le zoologue Jonathan Kingdon. Des modifications anatomiques seraient apparues initialement indépendamment de la bipédie. Cette préadaptation à la bipédie serait principalement liée à la facilitation d'une alimentation en position accroupie (ramassage d'insectes, de vers…) par le changement des pieds devenus plus plats.

### Hypothèse du transport de nourriture ou d'outils
Selon cette théorie, la bipédie aurait été favorisée car elle permet de continuer à se déplacer quand on brandit un outil. Gordon Hewes suggère en 1961 que les hominiens se seraient redressés pour porter de la nourriture ou des outils dans leurs mains,.
Cette théorie va dans le même sens que celle de la perte du pelage (selon laquelle les mères se seraient redressées pour porter leur petit), mais à l'encontre des observations éthologiques, les Bonobos et les Chimpanzé utilisant couramment des outils divers ou déplaçant occasionnellement des fruits, mais sans pour autant renoncer au knuckle-walking.

### Hypothèse de la sélection sexuelle
Cette théorie a été proposée par l'anthropologue Maxime Sheets-Johnstone. La position debout aurait permis aux mâles de montrer leur pénis et, à l'inverse, aux femelles de cacher leurs organes génitaux.
Richard Dawkins reprend cette idée de sélection sexuelle, mais en faisant simplement de la position debout un avantage dans la reproduction parce qu'elle serait devenue attractive pour les femelles et objet d'imitation plus ou moins réussie chez les mâles, en fonction de leurs aptitudes.

### Hypothèse de la bipédie en économie d'énergie
Certains pensent que la bipédie permet d'économiser de l'énergie lors de la marche pour chercher des aliments, comme le suggère l'étude comparative entre la marche bipède humaine et la locomotion sur les articulations de chimpanzés (consommation énergétique humaine correspondant à un 1/4 de l'énergie nécessaire aux chimpanzé),. Selon Dennis M. Bramble et Daniel E. Lieberman, les ancêtres des hommes se seraient levés pour courir après leurs proies (technique très efficace de la chasse à l'épuisement).

### Hypothèse du primate aquatique: bipédie apprise dans l'eau
Publiée pour la première fois en 1960 par Alister Hardy, la théorie du primate aquatique a été récemment relancée par l'accumulation d'études et de documents (photos, films) de provenances variées, montrant des singes marchant dans l'eau. La plupart des particularités de la physiologie humaine seraient courantes chez les mammifères aquatiques et très rares chez ceux terrestres. Nos ancêtres auraient donc vécu pendant longtemps en habitat inondé, semi-aquatique, ce qui résoudrait la majeure partie des questions de physiologie humaine restées jusque-là sans réponse. Le début de ces évolutions serait contemporain de la divergence entre les grands singes et les humains.
Cette hypothèse, même si elle connaît une certaine popularité, reste rejetée par la communauté des paléoanthropologues.